# Shane Joseph
Shane Joseph (* 23. Juli 1981 in Brooks, Alberta) ist ein ehemaliger kanadischer Eishockeyspieler, der unter anderem für die Augsburger Panther, DEG Metro Stars, Iserlohn Roosters und Nürnberg Ice Tigers in der Deutschen Eishockey Liga (DEL) spielte.

## Karriere
Joseph begann seine Eishockeykarriere 1999 in der US-amerikanischen Collegeliga National Collegiate Athletic Association und spielte für das Team der Minnesota State University, Mankato. In den ersten zwei Jahren spielte der Kanadier unauffällig, entwickelte sich aber ab 2001 zu einem der Leistungsträger. In der Saison 2002/03 und 2003/04 erzielte Joseph die meisten Tore, Vorlagen und Punkte für die Mavericks. Nachdem er die Maximalzeit von fünf Jahren, die man an einer Universität spielen darf, ausgeschöpft hatte, unterschrieb der Stürmer zum Ende der Saison 2003/04 einen Amateur-Tryout-Vertrag bei den Cleveland Barons aus der American Hockey League, dem damaligen Farmteam der San Jose Sharks. Mit ihnen erreichte er das Divisions-Halbfinale der Play-offs um den Calder Cup. Am 27. Juni 2004 unterschrieb Joseph seinen ersten Profi-Vertrag bei den San Jose Sharks aus der National Hockey League. Diese schickten ihn zurück zu den Barons. Dort gehörte er weiterhin zum Stammkader, bekam allerdings nie die Chance, sich in der NHL zu beweisen.
Daraufhin schloss sich der Angreifer zur Spielzeit 2006/07 den Augsburger Panthern aus der Deutschen Eishockey Liga an. Nach durchweg guten Leistungen wurde der damals 26-jährige folgerichtig für das DEL All-Star Game 2007 nominiert. Am Ende der Saison wurde er bester Torschütze und Topscorer der Panther. Nach einem weiteren Jahr in Augsburg, das Joseph erneut als Topscorer beendete, wurde das Management der DEG Metro Stars auf ihn aufmerksam und konnte den Kanadier zur Spielzeit 2008/09 in Düsseldorf unter Vertrag nehmen. Mit der DEG wurde er Vizemeister, nachdem man im DEL-Finale 2009 den Eisbären Berlin unterlag. Nachdem er auch die Saison 2009/10 in Düsseldorf absolviert hatte, wurde sein Vertrag bei den DEG Metro Stars nicht verlängert. Am 10. Mai 2010 gaben die Iserlohn Roosters die Verpflichtung des Kanadiers bekannt. Joseph sollte in Iserlohn eine zentrale Position in der Offensive einnehmen und diese torgefährlicher machen. Im Juli 2011 wechselte er zu den Nürnberg Ice Tigers. Ein Jahr später beendete er seine Karriere. 

## Erfolge und Auszeichnungen
- 2003 WCHA First All-Star Team
- 2003 NCAA West Second All-American Team
- 2004 WCHA Third All-Star Team
- 2007 Teilnahme am DEL All-Star Game

## Karrierestatistik
(Legende zur Spielerstatistik: Sp oder GP = absolvierte Spiele; T oder G = erzielte Tore; V oder A = erzielte Assists; Pkt oder Pts = erzielte Scorerpunkte; SM oder PIM = erhaltene Strafminuten; +/− = Plus/Minus-Bilanz; PP = erzielte Überzahltore; SH = erzielte Unterzahltore; GW = erzielte Siegtore; 1 Play-downs/Relegation; Kursiv: Statistik nicht vollständig)